# Bolborhachium lacunosum
Bolborhachium lacunosum là một loài bọ cánh cứng trong họ Geotrupidae. Loài này được miêu tả khoa học năm 1873 bởi Macleay.